# Geron chrysonotum
Geron chrysonotum är en tvåvingeart som beskrevs av Neal L. Evenhuis 1979. Geron chrysonotum ingår i släktet Geron och familjen svävflugor.
Artens utbredningsområde är Northern Territory, Australien. Inga underarter finns listade i Catalogue of Life.